# Substitutiegoed

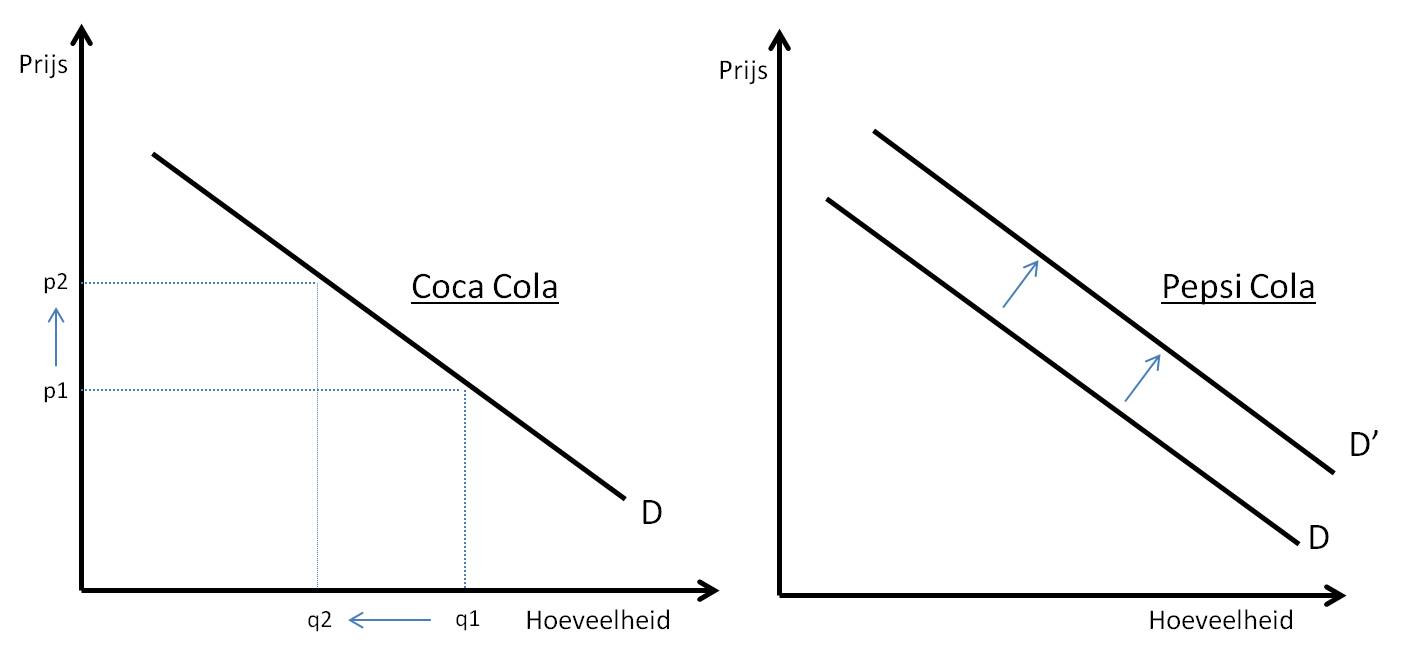
Neem aan dat de prijs van Coca-Cola stijgt van prijs 1 naar prijs 2, bijvoorbeeld omdat de prijs van een van de grondstoffen stijgt. Hierdoor zal er minder Coca-Cola worden geconsumeerd. De gevraagde hoeveelheid neemt af van q1 naar q2. De vraagcurve voor Pepsi-Cola verschuift hierdoor voor alle prijzen naar buiten toe (weg van de oorsprong) van D naar D', wat ertoe leidt dat er bij elke prijs meer van het substitutiegoed, Pepsi-Cola, zal worden geconsumeerd.

Een substitutiegoed (ook substituut of vervangingsmiddel genoemd) is in de consumententheorie (een deelgebied van de micro-economie) een goed dat vanuit het oogpunt van de afnemer gedeeltelijk of volledig als vervanger voor een ander product kan dienen.
Wanneer een bepaald goed in prijs stijgt, heeft de mens de natuurlijke reactie om op zoek te gaan naar gelijkwaardige alternatieven. Dit houdt in dat de consument op zoek gaat naar een vergelijkbaar goed. Dit op zoek gaan naar alternatieven noemt men het substitutie-effect. Het vervangende goed noemt men het substitutiegoed. Een kopje koffie zal door sommige consumenten bijvoorbeeld gezien worden als een substitutiegoed voor een kopje thee; soms hebben zij zin in thee, soms hebben zij zin in koffie. In tegenstelling tot een complementair goed, is een substitutiegoed een goed met een positieve kruislingse elasticiteit.
Wanneer de prijs van het ene goed wordt verhoogd, betekent dit dat de vraag naar het andere goed stijgt. Omgekeerd neemt de vraag naar een goed af, wanneer de prijs van een ander goed wordt verlaagd. Indien de goederen A (Coca-Cola) en B (Pepsi-Cola) substituten zijn, zal een stijging van de prijs van goed A resulteren in een naar links gerichte beweging langs de vraagcurve van A. Ook zal de vraagcurve voor goed B naar buiten verschuiven. Een afname van de prijs van goed A zal in een beweging naar rechts langs de vraagcurve van A resulteren, waardoor de vraagcurve voor goed B naar binnen (naar de oorsprong toe) verschuift.

## Voorbeelden
Klassieke voorbeelden van substitutiegoederen zijn bijvoorbeeld de combinaties margarine en boter of thee en koffie. Substitutiegoederen komen niet alleen aan de consumentenkant van de markt, maar ook de producentenkant voor. Substitueerbare productiegoederen zijn onder meer: aardolie en aardgas (dat wordt gebruikt voor verwarming of elektriciteitsopwekking). De mate waarin een goed een perfecte substituut heeft, hangt af van hoe specifiek het goed is gedefinieerd. Neem bijvoorbeeld de vraag naar durum (grondstof voor pasta), een zeer nauw omschreven goed in vergelijking met de vraag naar granen in het algemeen. Het feit dat het ene goed substitueerbaar is voor het andere goed heeft directe economische gevolgen: in zoverre dat het ene goed kan worden vervangen door een ander goed. Het feit dat klanten het ene goed voor het andere goed kunnen inruilen dwingt er toe de vraag naar de twee soorten goederen samen in beschouwing te nemen.

## Gevolgen van prijsstijgingen
Een stijging in de prijs zal (ceteris paribus) resulteren in een stijging in de vraag naar haar substituutgoederen. Naarmate de twee producten een hogere substitueerbaarheid hebben, zal deze verandering in de vraag groter zijn. Zo kunnen economen voorspellen dat een piek in de kosten van een bepaald merk schoonmaakmiddel waarschijnlijk tot een grote verandering in de vraag naar de andere merken schoonmaakmiddel zal leiden. Op dezelfde wijze zullen Coca-Cola en Pepsi-Cola een hoge substitueerbaarheid hebben.
Een verandering in de prijs van potloden zal daarentegen een veel kleiner effect hebben op de vraag naar pennen. Dit komt doordat de meeste wasmiddelen zeer vergelijkbaar zijn; zij hebben dus een hoge substitueerbaarheid, terwijl potloden en pennen slechts tot op zekere hoogte substituten van elkaar zijn; hoewel zij soms onderling verwisselbaar zijn, geven veel consumenten toch de voorkeur aan of potloden of pennen. Op dezelfde wijze zal de substitueerbaarheid tussen Coca-Cola en Fanta lager zijn dan die tussen Coca-Cola en Pepsi-Cola en zal die tussen Coca-Cola en Appelsientje weer lager zijn dan die tussen Coca-Cola en Fanta. Een colaliefhebber is eerder geneigd over te stappen naar een andere cola dan naar een andere frisdrank, terwijl een frisdrankliefhebber eerder geneigd is over te stappen naar een andere frisdrank dan naar een vruchtensap.

## Verschillende typen
Het is belangrijk op te merken dat men het bij het spreken over substitutiegoeden over twee verschillende soorten van goederen heeft; de "substitueerbaarheid" van het ene goed voor het andere is dus altijd een kwestie van gradatie. Een goed is alleen een perfect substituut voor een ander goed, als het op exact dezelfde manier kan worden gebruikt. In dat geval is het nut van een combinatie een stijgende functie van de som van de twee hoeveelheden. Theoretisch zou er, in het geval van een prijsverschil, geen vraag naar het duurdere goed bestaan.
In de micro-economie worden twee typen substituten onderscheiden, bruto substituten en netto substituten. Van goederen {\displaystyle X_{i}} wordt gezegd dat zij bruto substituten van goed {\displaystyle Y} zijn als
{\displaystyle {\frac {\partial X_{i}}{\partial P_{Y}}}>0}
Van goederen X en Y wordt gezegd dat zij netto substituten zijn als geldt dat
{\displaystyle \left.{\frac {\partial X_{i}}{\partial P_{Y}}}\right|_{U=constant}>0}
waar {\displaystyle U=U(X,Y)} een nutsfunctie voor de twee goederen is.

## Perfecte substituten

Indifferentiecurve voor perfecte substituten

Goederen die onderling volledig verwisselbaar met elkaar zijn worden perfecte substitueerbaar genoemd. Zij kunnen als goederen met een constante marginale substitutievoet worden gekarakteriseerd. Beschrijfbare cd's van verschillende fabrikanten worden vaak als perfecte substituten beschouwd. Als de prijs van het ene cd-merk stijgt, zal de consument aankopen ervan een-op-een vervangen door cd's van een ander merk. Dit betekent dat de totale hoeveelheid aangekochte cd's niet zal veranderen.
Imperfecte substituten kennen een lager niveau van substitueerbaarheid en dus variabele marginale substitutievoeten langs de indifferentiecurve van de consument. De consumptiepunten op de curve bieden hetzelfde niveau van nut als voorheen, maar de compensatie hangt nu af van het beginpunt van de substitutie. Een voorbeeld van een dergelijk product is cola. Als de prijs van Coca-Cola stijgt, kan men verwachten dat de consumenten overstappen naar Pepsi-Cola. Veel consumenten geven echter de voorkeur aan het ene merk cola boven het andere. Consumenten die Coke boven Pepsi prefereren zullen niet een-op-een overstappen. Integendeel: deze consumenten zouden bereid worden gevonden relatief grote hoeveelheden Pepsi-Cola op te geven in ruil voor relatieve kleine hoeveelheden Coca-Cola.

## Perfecte competitie
Een van de eisen voor perfecte competitie is dat de producten van competitieve bedrijven perfect substituten zijn. Wanneer niet aan deze eis wordt voldaan dan wordt de markt door productdifferentiatie gekarakteriseerd.

## Complementaire goederen
Tegenover substitutiegoederen staan complementaire goederen. Substitutiegoederen zijn niet complementair aan elkaar.
Substitutie van goederen is een economisch concept dat vooral van toepassing is op twee goederen van min of meer vergelijkbare waarde.

## Voetnoten
1. ↑  Nicholson, Walter (1998). Microeconomic Theory. The Dryden Press.
2. ↑  Browning, Edgar K (1999). Microeconomic Theory & Applications 6th Edition. Addison Wesley Educational Publishers, New York.